# Moleno
Moleno ([ˈmoleno]; in dialetto ticinese Mólón [molon]) è un quartiere di 122 abitanti della città svizzera di Bellinzona, sito nel Canton Ticino in valle Riviera.

## Storia
Il quartiere di Moleno sorge allo sbocco della Valle Riviera. Insieme a Preonzo apparteneva al contado di Claro, che a sua volta era feudo di Bellinzona.

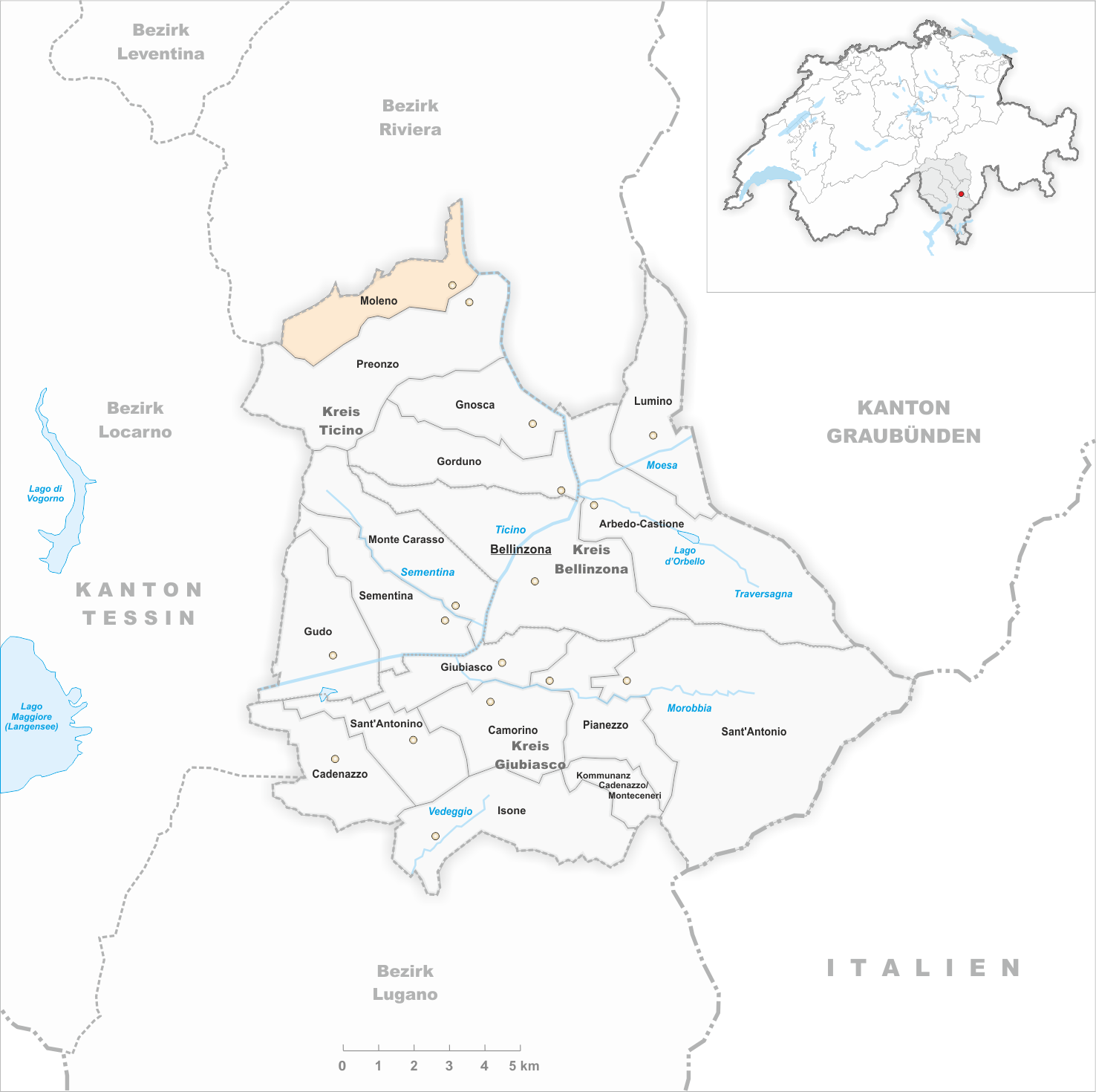
Il territorio del comune di Moleno prima degli accorpamenti comunali del 2017

Fino al 1º aprile 2017 è stato un comune autonomo che si estendeva per 7,4 km²; il 2 aprile 2017 è stato accorpato al comune di Bellinzona assieme agli altri comuni soppressi di Camorino, Claro, Giubiasco, Gnosca, Gorduno, Gudo, Monte Carasso, Pianezzo, Preonzo, Sant'Antonio e Sementina.

## Monumenti e luoghi d'interesse
- Chiesa parrocchiale di San Vittore il Moro[3].

## Società

### Evoluzione demografica
L'evoluzione demografica è riportata nella seguente tabella:
Abitanti censiti

## Amministrazione
Ogni famiglia originaria del luogo fa parte del cosiddetto comune patriziale e ha la responsabilità della manutenzione di ogni bene ricadente all'interno dei confini della frazione.